# Timo Pesonen

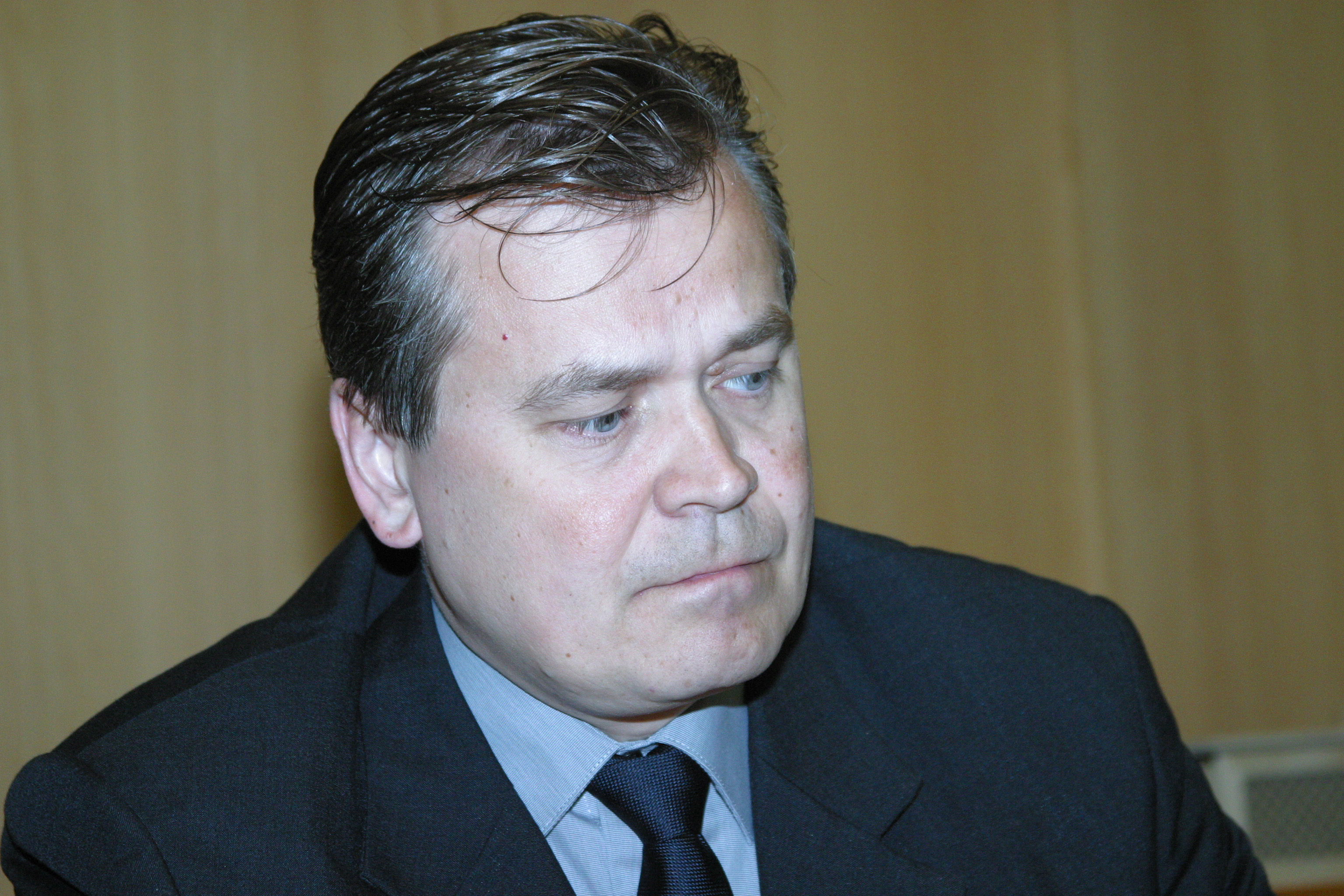
Timo Pesonen

Timo Pesonen (* 1965) ist ein finnischer EU-Beamter. Er leitet als Generaldirektor seit Januar 2020 die neu errichtete Generaldirektion Verteidigungsindustrie und Weltraum (GD DEFIS) der Europäischen Kommission. Zuvor stand er ab März 2019 an der Spitze der Generaldirektion Binnenmarkt, Industrie, Unternehmertum und KMU, davor seit Juli 2015 der Generaldirektion Kommunikation.

## Leben
Timo Pesonen absolvierte ein Studium der Sozialwissenschaften und internationalen Politik an der Universität Tampere mit Master-Abschluss 1989. Nach dem Militärdienst wechselte er in den Dienst des finnischen Außenministeriums und bekleidete dort verschiedene Posten. In den Jahren 1997 bis 2002 fungierte er als Sonderberater in Fragen der Europäischen Gemeinschaft für den finnischen Ministerpräsidenten Paavo Lipponen. Von 2004 bis 2009 und erneut von 2010 bis 2014 war er Kabinettschef des finnischen EU-Kommissars Olli Rehn. Bevor er die Leitung der Generaldirektion Kommunikation übernahm, amtierte er ab 2014 als deren stellvertretender Generaldirektor.